# Gesundheitswerk Bethel Berlin
Das Gesundheitswerk Bethel Berlin gGmbH ist ein christlich geprägtes Wohlfahrtsunternehmen mit Sitz in Berlin (ehemals Diakoniewerk Bethel). Der Name Bethel leitet sich vom hebräischen Bet-El her und bedeutet „Haus Gottes“. Die gemeinnützige GmbH ist Gesellschafterin von 14 Krankenhaus- und Pflegeeinrichtungen an acht Standorten in Deutschland, in denen rund 1.900 Beschäftigte tätig sind. Zu den Einrichtungen gehören u. a. ein Krankenhaus, zwei Reha-Kliniken und Wohn- und Pflegeeinrichtungen sowie häusliche Pflegedienste für Senioren.
Das Werk stand ursprünglich mit dem Bund Evangelisch-Freikirchlicher Gemeinden (BEFG) und dem Diakonischen Werk Berlin-Brandenburg-schlesische Oberlausitz (DW) in Verbindung. Diese wurde aber gelöst, nachdem die Leitung betagte Bethel-Diakonissen aus der Gemeinschaft ausgeschlossen hatte. Auch wurden massive Vorwürfe gegen Karl Behle, den Geschäftsführer des Unternehmens, erhoben. Dieser habe durch eine geschickte Umorganisation der Unternehmensstruktur das Diakoniewerk unter seine völlige Kontrolle gebracht. In Zusammenhang der Auseinandersetzungen trennten sich der BEFG und das Diakonische Werk von Bethel Berlin. 

## Geschichte
Am 10. Juni 1887 gründete der Baptistenpastor Eduard Scheve zusammen mit seiner Frau Berta Scheve (1844–1900) in ihrem Wohnhaus in der Gubener Straße 10 in Berlin-Friedrichshain das Diakonissenhaus Bethel. Wenige Jahre später entstanden erste Außenstationen in Hannover (1892) und Königsberg (1897). 1895 gründete deren Sohn Alfred Scheve, unterstützt durch seine Schwestern Berta und Marie sowie Eduard Scheves Pflegetochter Ruth Köbner, eine „Schule für Missionsarbeiterinnen“.

### 1898–1913
Ab 1898 entstand die Missionsgesellschaft der Deutschen Baptisten. Bereits seit 1893 waren Diakonissen in der Außenmission in Kamerun tätig. Am 8. Oktober 1899 wurde in der Emdener Straße 15 in Berlin-Moabit das neu erbaute Mutterhaus eingeweiht, in das 67 Diakonissen einzogen. Am 1. Februar 1904 erfolge die Eintragung in das Vereinsregister des Amtsgerichtes als Wohltätigkeitsverein „Diakonissenhaus Bethel e. V.“. Bis zum Tod Eduard Scheves am 1. Oktober 1909 wurde weitere Stationen bzw. Standorte in Deutschland und international eröffnet. Zu diesem Zeitpunkt gehörten über 100 Diakonissen zur Bethel-Schwesternschaft.

### 1914–1945
Während des Ersten Weltkriegs stellte das Diakonissenhaus Bethel über den Betrieb der eigenen Einrichtungen hinaus auch Schwestern für den Einsatz in Lazaretten und Lazarettzügen zur Verfügung. Durch die Wirtschaftskrise die Inflation 1923 war das Vereinsvermögen, soweit es nicht aus Immobilien bestand, vernichtet. Im Verlauf der 1920er Jahre wurden die Tätigkeiten und Standorte jedoch stetig erweitert. 1932 wurde das Königin-Auguste-Sanatorium in Berlin-Dahlem, Kronprinzenallee 18–22 als neues Mutterhaus eingeweiht.
1933 erfolgte die Eingliederung in die Arbeitsfront Mit dem Ausbruch des Zweiten Weltkrieges wurde die Arbeit in den Einrichtungen zunehmend beeinträchtigt. Vor allem ab 1943 wurden Gebäude u. a. in Berlin, Hannover und Königsberg stark beschädigt oder vollständig zerstört. Anfang 1945 wurde das Mutterhaus in Berlin von der Wehrmacht beschlagnahmt. Nach der Eroberung Berlins besetzte die Sowjetarmee am 20. April 1945 zwei Häuser des Areals und nutzte sie bis Juni 1945. Nach Kriegsende wurden die Betriebe insbesondere in Berlinchen, Halle (Saale), Königsberg, Schwedt und Sülzhayn weitgehend aufgegeben, da die Einrichtungen entweder zerstört waren oder zwangsgeräumt werden mussten.

### 1945–1989
Im September 1945 wurde die diakonische Arbeit in Schorndorf bei Stuttgart im Kreis Waiblingen aufgenommen. In Stuttgart wurde eine Zweigstelle des Mutterhauses installiert. In den Nachkriegsjahren und den frühen Jahren der Bundesrepublik Deutschland wurden zahlreiche weitere Häuser und Dienste eröffnet bzw. übernommen, u. a. in Berlin, Bayern und Baden-Württemberg. Seit den 1950er Jahren wurden wieder Diakonissen nach Kamerun, Tansania, Nepal und andere Länder. 1958 waren insgesamt 422 Schwestern für das Diakonissenhaus Bethel Berlin tätig.
Durch den Mauerbau 1961 wurde der Kontakt zwischen dem Mutterhaus und den Schwestern in Buckow unterbrochen. Aus dem vormaligen Erholungsheim wurde das Predigerseminar der Baptisten in der DDR. Die spätere Entwicklung des Diakonissenhauses in der Bundesrepublik Deutschland war durch Investitionen und Bautätigkeit geprägt, neue Standorte wurden in Betrieb genommen und die Strukturen des Werkes veränderten sich. Während der Bedarf an Mitarbeitenden ständig wuchs, sank die Zahl der Diakonissen.
Am 20. November 1976 wurde das Diakonissenhaus in „Diakoniewerk Bethel e. V.“ umbenannt. 1986 erhielt die Schwesternschaft als „Diakoniegemeinschaft Bethel e. V.“ eine eigene Rechtsform. 1987 gab es beim Diakoniewerk 803 Beschäftigte, davon 210 Diakonissen. Die Zahl der Schwestern im vollzeitlichen Dienst wurde stetig kleiner.

### Seit 1989
Mit der Herstellung der deutschen Einheit nahmen die Betriebe in Berlin-Friedrichshain und Köpenick ihre Tätigkeit unter dem Dach des Diakoniewerks auf. 1991 öffnete eine Diakoniestation in Berlin-Friedrichshain und das Haus Bethel Buckow wurde vom Bund Evangelisch-Freikirchlicher Gemeinden in der DDR an das Diakoniewerk Bethel zurückgegeben.
Anfang der 1990er Jahre begann eine Restrukturierung des Diakoniewerks, in dessen Rahmen die süddeutsche Zweigstelle in Süddeutschland und andere Häuser aufgegeben wurden. Gleichzeitig wurden vor allem in Berlin neue Standorte eröffnet und Trägerschaften übernommen sowie die Kliniken in Welzheim und Trossingen weiter ausgebaut. 2011 wurde das Diakoniewerk Bethel e. V. in eine gemeinnützige GmbH umgewandelt. Außerdem wurden die Eduard Scheve Stiftung und die Berta Scheve Stiftung gegründet. 
2011 änderte das Diakoniewerk seine Rechtsform und wurde eine gemeinnützige GmbH.
2012 feierte das Diakoniewerk Bethel sein 125-jähriges Bestehen.
2014 schloss die Diakonissengemeinschaft drei langjährige Diakonissen durch Kündigung aus, da sie nicht mehr am kommunitären Leben der Schwestern teilnehmen würden. Es waren die schwerkranke Gabriele P., die seit fünf Jahren in einem Sanatorium lebte; die 85-jährige Rosemarie M., die ihre pflegebedürftige Schwester pflegte; und die 79-jährige Jutta W., die bei den Armen in Nepal bleiben wollte, die sie die letzten 40 Jahren betreut hatte. Der BEFG-Generalsekretär Christoph Stiba distanzierte sich im Namen der Kirche von diesem Ausschluss. Nach Stefan Süß (a) ist ein Diakonissenmutterhaus für die Versorgung seiner Diakonissen bis zu ihrem Tod verantwortlich. Im Rahmen eines juristischen Vergleichs mit den Eltern der 2015 verstorbenen Gabriele P. nahm Bethel 2017 ihren Ausschluss rückwirkend zurück. Im Gegenzug verzichteten die Eltern auf Erstattung der Sanatoriumskosten.
2016 ging mit der Diakoniegemeinschaft Bethel gGmbH die Diakonissen-Schwesternschaft in das Diakoniewerk auf.
Im Sommer 2017 wurden schwere Vorwürfe gegen das Diakoniewerk erhoben. Die Leiterin der evangelisch-freikirchlichen Gemeinde Leverkusen sprach von „einem massiven Governance (Steuerungs-)-Problem des Bethel-Konzerns“.
Das journalistische Portal Correctiv berichtete, Karl Behle habe das Diakoniewerk vollständig unter seine Kontrolle gebracht. Am 26. Mai 2017 habe Behle bekannt gemacht, dass er selbst als Stifter der Eduard Scheve Stiftung und der Berta Scheve Stiftung eingetragen war. Behle beziehe ein Jahresgehalt von 700.000 Euro, was die Gemeinnützigkeit des Diakoniewerkes gefährden könne.
Das zuständige Diakonie-Dachverband Diakonisches Werk Berlin-Brandenburg-schlesische Oberlausitz war erschüttert und stellte vier Forderungen an das Diakoniewerk Bethel, sollte es Mitglied im Diakonischen Werk bleiben wollen.
Die gesetzte Frist zur Erfüllung dieser Forderungen habe das Diakoniewerk verstreichen lassen. Januar 2018 beschloss der Dachverband, Bethel auszuschließen. Der Diakoniewerk ficht diesen Beschluss an.
Correctiv erklärte 2022, dass Behle sich bei der Umwandlung heimlich als Stifter der beiden Stiftungen eingetragen habe, sei „ein einmaliger Diebstahl in der Geschichte des deutschen Wohlfahrtssektors“ gewesen.

## Unternehmensbeteiligungen

### Kliniken
- Krankenhaus Bethel Berlin in Berlin-Lichterfelde
- Geriatrische Reha-Klinik Bethel Welzheim
- Geriatrische Reha-Klinik Bethel Trossingen

### Stationäre Pflege
- Seniorenzentrum Bethel Köpenick (Berlin)
- Seniorenzentrum Bethel Friedrichshain (Berlin)
- Seniorenzentrum Bethel Lichterfelde (Berlin)
- Seniorenzentrum Bethel Bad Oeynhausen
- Seniorenzentrum Bethel Wiehl
- Seniorenzentrum Bethel Welzheim
- Seniorenzentrum Bethel Trossingen
- Seniorenzentrum Bethel München

### Häusliche Pflege
- Pflegedienst Bethel Berlin
- Pflegedienst Bethel Bad Oeynhausen
- Pflegedienst Bethel Welzheim

### Service-Gesellschaften
- Scheve Management
- Scheve Finanz-Service
- Scheve Personal-Service
- Scheve Kommunikations-Service
- Scheve Hauswirtschafts-Service
- Scheve Gebäude-Service

## Leitende Persönlichkeiten
- Eduard Scheve (Vorsteher von 1887–1909)
- Caroline Jenner (Oberin von 1893–1913)
- Gustav Gieselbusch (Vorsteher von 1909–1910)
- Heinrich Goertz (Vorsteher von 1910–1926)
- Malwine Griebat (Vorsteher von 1913–1917)
- Mathilde Kubling (Oberin von 1918–1921)
- Franziska Verch (Oberin von 1922–1954)
- Friedrich Füllbrandt (Vorsteher von 1926–1934)
- Jakob Meister (Vorsteher von 1935–1956)
- Eva Hertzer (Oberin von 1954–1980)
- Franz Dreßler (Vorsteher von 1954–1970)
- Günter Hitzemann (Vorsteher von 1968–1991)
- Mechtild Schröder (Oberin von 1981–1997)
- Karl Behle (Mitglied des Vorstands seit 1989, Vorstandsvorsitzender 2004–2012, Vorsteher seit 2020)
- Wolfgang Lorenz (Vorsteher von 1992–2004)
- Edeltraut Horn (Oberin von 1997–2007)
- Angelika Voigt (Oberin von 2007–2020)
- Katja Lehmann-Giannotti (Mitglied des Vorstands seit 2010, Vorstandsvorsitzende seit 2013, Oberin seit 2020)